# Aušrinė Trebaitė
Aušrinė Trebaitė (Panevėžys, 18 de octubre de 1988) es una deportista lituana que compite en ciclismo en la modalidad de pista, especialista en las pruebas de persecución por equipos y ómnium.
Ganó 5 medallas en el Campeonato Europeo de Ciclismo en Pista entre los años 2010 y 2016.

## Medallero internacional
| Campeonato Europeo | Campeonato Europeo      | Campeonato Europeo | Campeonato Europeo      |
| Año                | Lugar                   | Medalla            | Competición             |
| ------------------ | ----------------------- | ------------------ | ----------------------- |
| 2010               | Pruszków (Polonia)      | Medalla de plata   | Persecución por equipos |
| 2012               | Panevėžys (Lituania)    | Medalla de oro     | Persecución por equipos |
| 2012               | Panevėžys (Lituania)    | Medalla de plata   | Ómnium                  |
| 2015               | Grenchen (Suiza)        | Medalla de bronce  | Ómnium                  |
| 2016               | Saint-Quentin (Francia) | Medalla de oro     | Scratch                 |